# Octobre 2005 en France

## mardi 4 octobre 2005
- Grève : « la quatrième journée de mobilisation intersyndicale depuis le début 2005 » rappela le secrétaire général de la CFDT : ce jour-là on compta 470 000 manifestants à travers la France selon la police, 1 147 290 selon la CGT. La grève eut lieu dans de nombreux secteurs dont les transports en commun. Cette journée de protestation fut organisée par tous les syndicats pour défendre, entre autres, le pouvoir d'achat, l'emploi et les droits des salariés. Le journal L'Humanité annonce que 74 % des Français expriment leur soutien ou leur sympathie à ces manifestations du 4 octobre.
- Ramadan : il commence à 5 h 59 pour les musulmans français. Le début du Ramadan coïncide donc avec le nouvel an juif, l'année 5766 est célébré le premier jour du mois de Tichri commémorant la création de l'homme. Cette coïncidence ne s'était pas produit depuis 1942.

## mercredi 18
Université : L'Université de Rouen est mobilisée depuis plus d'un mois pour obtenir de l'État qu'il tienne ses engagements en matière de financement et de création de postes. Ce mercredi, le Collectif étudiants et personnels mobilisés appelle toutes les universités à rejoindre leur lutte. L'appel soutenu par de nombreux syndicats — FERC Sup-CGT ; FSU (SNASUB, SNCS, SNESup) ; SNTRS-CGT ; UNSA ; UNEF — prévoit une assemblée nationale le 20 novembre : http://mouvementunivrouen.free.fr/

## jeudi 19
Chômage : Le Conseil d'État a rapidement jugé, et il rejette la demande des syndicats d'annuler le CNE. La CFE-CGC s'est désolée de voir « valider un contrat précaire de plus ». En effet ce CDI pour entreprise de moins de 20 salariés permet de licencier sans motif. La CFDT affirma qu'elle soutiendrait les actions en justice des salariés, la CGT a rappelé qu'un recours avait été lancé à l'OIT.